# Csehszlovákia az 1956. évi téli olimpiai játékokon
Csehszlovákia az olaszországi Cortina d’Ampezzóban megrendezett 1956. évi téli olimpiai játékok egyik részt vevő nemzete volt. Az országot az olimpián 7 sportágban 41 sportoló képviselte, akik érmet nem szereztek.

## Alpesisí
Férfi
| Versenyző         | Versenyszám      | 1. futam       | 1. futam       | 2. futam | 2. futam | Összesítés | Összesítés |
| Versenyző         | Versenyszám      | Idő            | Hely.          | Idő      | Hely.    | Idő        | Helyezés   |
| ----------------- | ---------------- | -------------- | -------------- | -------- | -------- | ---------- | ---------- |
| Jaroslav Bogdálek | Lesiklás         |                |                |          |          | kizárták   | kizárták   |
| Jaroslav Bogdálek | Műlesiklás       | 2:00,4         | 44.            | 2:06,9   | 22.*     | 4:07,3     | 29.        |
| Jaroslav Bogdálek | Óriás-műlesiklás |                |                |          |          | 3:27,3     | 31.        |
| Evžen Čermák      | Lesiklás         |                |                |          |          | 3:18,0     | 17.        |
| Evžen Čermák      | Műlesiklás       | 1:37,5         | 28.            | 2:05,3   | 19.      | 3:42,8     | 21.        |
| Evžen Čermák      | Óriás-műlesiklás |                |                |          |          | 3:27,7     | 32.        |
| Kurt Hennrich     | Lesiklás         |                |                |          |          | 3:01,5     | 7.         |
| Kurt Hennrich     | Műlesiklás       | 1:58,3         | 42.*           | 2:20,2   | 31.      | 4:18,5     | 36.        |
| Kurt Hennrich     | Óriás-műlesiklás |                |                |          |          | 3:30,4     | 36.        |
| Vladimír Krajňák  | Lesiklás         |                |                |          |          | kizárták   | kizárták   |
| Vladimír Krajňák  | Műlesiklás       | idő nem ismert | idő nem ismert | kizárták | kizárták | kiesett    | kiesett    |
| Vladimír Krajňák  | Óriás-műlesiklás |                |                |          |          | 3:31,0     | 38.        |

* - egy másik versenyzővel azonos eredményt ért el

## Északi összetett
| Versenyző        | Síugrás  | Síugrás  | Síugrás  | Síugrás  | Síugrás  | Síugrás  | Síugrás | Síugrás | Sífutás | Sífutás | Sífutás | Összesítés | Összesítés |
| Versenyző        | 1. ugrás | 1. ugrás | 2. ugrás | 2. ugrás | 3. ugrás | 3. ugrás | Össz.   | Össz.   | Sífutás | Sífutás | Sífutás | Összesítés | Összesítés |
| Versenyző        | Távolság | Pont     | Távolság | Pont     | Távolság | Pont     | Pont    | Hely.   | Idő     | Pont    | Hely.   | Pont       | Helyezés   |
| ---------------- | -------- | -------- | -------- | -------- | -------- | -------- | ------- | ------- | ------- | ------- | ------- | ---------- | ---------- |
| Vítězslav Lahr   | 64,0     | (92,0)   | 68,0     | 98,0     | 67,0     | 95,0     | 193,0   | 22.     | 57:39   | 234,800 | 5.      | 427,800    | 12.        |
| Vlastimil Melich | 60,5     | (88,5)   | 62,0     | 90,5     | 65,0     | 93,0     | 183,5   | 28.     | 57:18   | 236,100 | 4.      | 419,600    | 18.        |
| Josef Nüsser     | 64,5     | (92,5)   | 68,0     | 95,5     | 65,5     | 94,0     | 189,5   | 25.     | 59:28   | 227,800 | 13.     | 417,300    | 22.        |

## Gyorskorcsolya
| Versenyző       | Versenyszám | Eredmény | Helyezés |
| --------------- | ----------- | -------- | -------- |
| Jaroslav Doubek | 500 m       | 43,6     | 30.*     |
| Jaroslav Doubek | 1500 m      | 2:19,2   | 39.*     |
| Bohumil Jauris  | 500 m       | 42,8     | 17.***   |
| Bohumil Jauris  | 1500 m      | 2:13,6   | 15.      |
| Bohumil Jauris  | 10 000 m    | 17:38,4  | 26.      |
| Vladimír Kolář  | 500 m       | 43,5     | 28.*     |
| Vladimír Kolář  | 1500 m      | 2:16,5   | 27.*     |
| Vladimír Kolář  | 5000 m      | 8:08,9   | 13.      |
| Vladimír Kolář  | 10 000 m    | 17:16,9  | 14.      |

* - egy másik versenyzővel azonos eredményt ért el

*** - három másik versenyzővel azonos eredményt ért el

## Jégkorong
| Csehszlovák férfi jégkorongcsapat-játékoskeret                                                           | Csehszlovák férfi jégkorongcsapat-játékoskeret                                          | Csehszlovák férfi jégkorongcsapat-játékoskeret                                          |
| --- | --------------------------------------------------------------------------------------- | --------------------------------------------------------------------------------------- |
| - Stanislav Bacílek - Slavomír Bartoň - Václav Bubník - Vlastimil Bubník - Jaromír Bünter - Otto Cimrman | - Bronislav Danda - Karel Gut - Ján Jendek - Jan Kasper - Miroslav Kluc - Zdeněk Návrat | - Václav Pantůček - Bohumil Prošek - František Vaněk - Jan Vodička - Vladimír Zábrodský |

### Eredmények
Csoportkör
B csoport
| Csapat           | M | Gy | D | V | G+ | G– | Gk | P |
| ---------------- | - | -- | - | - | -- | -- | -- | - |
| Csehszlovákia    | 2 | 2  | 0 | 0 | 12 | 6  | +6 | 4 |
| Egyesült Államok | 2 | 1  | 0 | 1 | 7  | 4  | +3 | 2 |
| Lengyelország    | 2 | 0  | 0 | 2 | 3  | 12 | –9 | 0 |

| 1956. január 27. | Csehszlovákia (TCH) | 4 – 3 (2–1, 0–1, 2–1) | Egyesült Államok | Cortina d’Ampezzo |

|  |  |  |  |  |
|  |  |  |  |  |
|  |  |  |  |  |
|  |  |  |  |  |

| 1956. január 29. | Csehszlovákia (TCH) | 8 – 3 (1–1, 6–2, 1–0) | Lengyelország | Cortina d’Ampezzo |

|  |  |  |  |  |
|  |  |  |  |  |
|  |  |  |  |  |
|  |  |  |  |  |

Döntő csoportkör
| 1956. január 30. | Kanada (CAN) | 6 – 3 (1–1, 3–2, 2–0) | Csehszlovákia | Cortina d’Ampezzo |

|  |  |  |  |  |
|  |  |  |  |  |
|  |  |  |  |  |
|  |  |  |  |  |

| 1956. január 31. | Svédország (SWE) | 5 – 0 (1–0, 2–0, 2–0) | Csehszlovákia | Cortina d’Ampezzo |

|  |  |  |  |  |
|  |  |  |  |  |
|  |  |  |  |  |
|  |  |  |  |  |

| 1956. február 2. | Szovjetunió (URS) | 7 – 4 (2–1, 3–0, 2–3) | Csehszlovákia | Cortina d’Ampezzo |

|  |  |  |  |  |
|  |  |  |  |  |
|  |  |  |  |  |
|  |  |  |  |  |

| 1956. február 3. | Csehszlovákia (TCH) | 9 – 3 (2–3, 5–0, 2–0) | Egyesült Német Csapat | Cortina d’Ampezzo |

|  |  |  |  |  |
|  |  |  |  |  |
|  |  |  |  |  |
|  |  |  |  |  |

| 1956. február 4. | Egyesült Államok (USA) | 9 – 4 (1–0, 3–2, 5–2) | Csehszlovákia | Cortina d’Ampezzo |

|  |  |  |  |  |
|  |  |  |  |  |
|  |  |  |  |  |
|  |  |  |  |  |

Végeredmény
| Csapat                | M | Gy | D | V | G+ | G– | Gk  | P  |
| --------------------- | - | -- | - | - | -- | -- | --- | -- |
| Szovjetunió           | 5 | 5  | 0 | 0 | 25 | 5  | +20 | 10 |
| Egyesült Államok      | 5 | 4  | 0 | 1 | 26 | 12 | +14 | 8  |
| Kanada                | 5 | 3  | 0 | 2 | 23 | 11 | +12 | 6  |
| Svédország            | 5 | 1  | 1 | 3 | 10 | 17 | –7  | 3  |
| Csehszlovákia         | 5 | 1  | 0 | 4 | 20 | 30 | –10 | 2  |
| Egyesült Német Csapat | 5 | 0  | 1 | 4 | 6  | 35 | –29 | 1  |

| Csapat        | Helyezés |
| ------------- | -------- |
| Csehszlovákia | 5.       |

## Műkorcsolya
| Versenyző                      | Versenyszám  | Kötelező elemek   | Kötelező elemek | Kűr               | Kűr   | Összesítés                     | Összesítés                     | Összesítés                     | Összesítés                     | Összesítés                     | Összesítés                     | Összesítés                     | Összesítés                     | Összesítés                     | Összesítés                     | Összesítés                     | Összesítés        | Összesítés  | Összesítés | Összesítés |
| Versenyző                      | Versenyszám  | Kötelező elemek   | Kötelező elemek | Kűr               | Kűr   | Helyezési pontszámok bírónként | Helyezési pontszámok bírónként | Helyezési pontszámok bírónként | Helyezési pontszámok bírónként | Helyezési pontszámok bírónként | Helyezési pontszámok bírónként | Helyezési pontszámok bírónként | Helyezési pontszámok bírónként | Helyezési pontszámok bírónként | Helyezési pontszámok bírónként | Helyezési pontszámok bírónként | Több. hely. száma | Hely. össz. | Pont       | Helyezés   |
| Versenyző                      | Versenyszám  | Több. hely. száma | Hely.           | Több. hely. száma | Hely. | 1                              | 2                              | 3                              | 4                              | 5                              | 6                              | 7                              | 8                              | 9                              | 10                             | 11                             | Több. hely. száma | Hely. össz. | Pont       | Helyezés   |
| ------------------------------ | ------------ | ----------------- | --------------- | ----------------- | ----- | ------------------------------ | ------------------------------ | ------------------------------ | ------------------------------ | ------------------------------ | ------------------------------ | ------------------------------ | ------------------------------ | ------------------------------ | ------------------------------ | ------------------------------ | ----------------- | ----------- | ---------- | ---------- |
| Karol Divín                    | Férfi egyéni | 6×6+              | 5.              | 6×6+              | 5.    | 9,0                            | 7,0                            | 7,0                            | 7,0                            | 9,0                            | 10,0                           | 8,0                            | 7,0                            | 7,0                            |                                |                                | 5×5+              | 49,5        | 1388,26    | 5.         |
| Jindra Kramperová              | Női egyéni   | 7×20+             | 21.             | 6×16+             | 17.   | 20,0                           | 19,0                           | 20,0                           | 19,0                           | 18,0                           | 18,0                           | 18,0                           | 20,0                           | 17,0                           | 21,0                           | 19,0                           | 7×19+             | 209,0       | 1503,37    | 20.        |
| Věra Suchánková Zdeněk Doležal | Páros        |                   |                 |                   |       | 10,0                           | 4,5                            | 7,0                            | 4,5                            | 7,0                            | 9,0                            | 10,0                           | 8,0                            | 8,0                            |                                |                                | 6×8+              | 68,5        | 94,8       | 8.         |

## Sífutás
Férfi
| Versenyző                                              | Versenyszám     | Eredmény | Helyezés |
| ------------------------------------------------------ | --------------- | -------- | -------- |
| Jaroslav Cardal                                        | 15 km           | 56:12    | 42.      |
| Jaroslav Cardal                                        | 30 km           | 1:51:05  | 18.      |
| Ilja Matouš                                            | 15 km           | 52:04    | 13.      |
| Ilja Matouš                                            | 30 km           | 1:48:12  | 10.      |
| Josef Prokeš                                           | 15 km           | 55:05    | 36.*     |
| Josef Prokeš                                           | 30 km           | 1:50:49  | 16.      |
| Emil Okuliár Vlastimil Melich Josef Prokeš Ilja Matouš | 4 × 10 km váltó | 2:24:54  | 8.       |

Női
| Versenyző                                               | Versenyszám    | Eredmény | Helyezés |
| ------------------------------------------------------- | -------------- | -------- | -------- |
| Eva Paulusová-Benešová                                  | 10 km          | 43:42    | 28.      |
| Olga Krasilová                                          | 10 km          | 43:10    | 25.      |
| Libuše Patočková                                        | 10 km          | 41:52    | 19.      |
| Eva Lauermanová                                         | 10 km          | 41:04    | 14.*     |
| Eva Paulusová-Benešová Libuše Patočková Eva Lauermanová | 3 × 5 km váltó | 1:14:19  | 6.       |

* - egy másik versenyzővel azonos eredményt ért el

## Síugrás
| Versenyző       | 1. ugrás | 1. ugrás | 1. ugrás | 2. ugrás | 2. ugrás | 2. ugrás | Összesítés | Összesítés |
| Versenyző       | Távolság | Pont     | Hely.    | Távolság | Pont     | Hely.    | Pont       | Helyezés   |
| --------------- | -------- | -------- | -------- | -------- | -------- | -------- | ---------- | ---------- |
| Jáchym Bulín    | 71,5     | 93,5     | 34.      | 70,5     | 92,5     | 30.*     | 186,0      | 29.        |
| Mojmír Stuchlík | 74,0     | 98,5     | 24.*     | 74,0     | 89,0     | 38.*     | 187,5      | 28.        |

* - egy másik versenyzővel azonos eredményt ért el